# Peña Blanca, Querétaro Arteaga
Peña Blanca är en ort i Mexiko.   Den ligger i kommunen Tolimán och delstaten Querétaro Arteaga, i den centrala delen av landet, 180 km nordväst om huvudstaden Mexico City. Peña Blanca ligger 1 612 meter över havet och antalet invånare är 108.
Terrängen runt Peña Blanca är huvudsakligen kuperad. Peña Blanca ligger nere i en dal. Runt Peña Blanca är det ganska glesbefolkat, med 28 invånare per kvadratkilometer. Närmaste större samhälle är Colón, 16,1 km sydväst om Peña Blanca. Trakten runt Peña Blanca består i huvudsak av gräsmarker.